# Spaminta minjerribae
Spaminta minjerribae is een insect uit de familie van de Mantispidae, die tot de orde netvleugeligen (Neuroptera) behoort. 
Spaminta minjerribae is voor het eerst wetenschappelijk beschreven door Lambkin in 1986.